# Jardín de esculturas de Mineápolis
El Jardín de Esculturas de Mineáopolis tiene 11 acres (4,5 ha) de superficie en Mineápolis, Minnesota, Estados Unidos. Está ubicado cerca del Centro de Arte Walker, que lo opera en coordinación con la Junta de Recreación y Parques de Mineápolis. Reabrió el 10 de junio de 2017 después de una reconstrucción que resultó en la unificación de Walker and Sculpture Garden en un campus de 19 acres. Es uno de los jardines de esculturas urbanas más grande del país, con 40 instalaciones de arte permanentes y varias otras piezas temporales que se renuevan periódicamente.
El parque está ubicado al oeste del Parque Loring y la Basílica de Santa María. El terreno fue comprado por primera vez por la junta del parque a principios del siglo XX, cuando se conocía como "El Desfile" porque había sido utilizado para ejercicios militares. Se conoció como Armory Gardens después de que el superintendente del parque Theodore Wirth creara un diseño formal que incluía un arsenal de la Guardia Nacional de EE. UU. (Kenwood Armory) para los voluntarios de la Guerra Española.
Funcionando como un centro cívico y cultural, en 1913 una convención floral transformó la tierra en jardines florales, que permanecieron durante los siguientes 50 años. En 1934, seis años después de que se abriera la Galería de Arte Walker al otro lado de la calle, la Armería fue demolida por su inestabilidad, y se construyó una nueva Armería en el centro de Mineápolis, entregando el Armory Gardens al Minneapolis Park Board. Desde 1908, el área del jardín de esculturas actual y la tierra al oeste se habían utilizado para la recreación deportiva a través de campos de juego ligeramente mejorados y la construcción en 1950 del Estadio Parade original. En 1988, se inauguró el Jardín de esculturas de Mineápolis, diseñado por Edward Larrabee Barnes y los arquitectos paisajistas Quinnel y Rothschild. El estadio Parade fue demolido en 1990, dos años más tarde se amplió el Jardín, agregando 3,5 acres (1,4 ha). Michael Van Valkenburgh and Associates, Inc. diseñó la extensión hacia el norte para complementar el espacio original con un área más abierta que cuenta con una pasarela y el arboreto  Alene Grossman Memorial de 300 pies (91,4 m).
La pieza central del jardín es la fuente Spoonbridge and Cherry (1985-1988) diseñada por el matrimonio de Claes Oldenburg y Coosje van Bruggen.
Un puente peatonal, el Irene Hixon Whitney Bridge (1987), diseñado por Siah Armajani, cruza la avenida Hennepin y conecta el jardín de esculturas con Loring Park.